# Universidade Estadual de Iowa

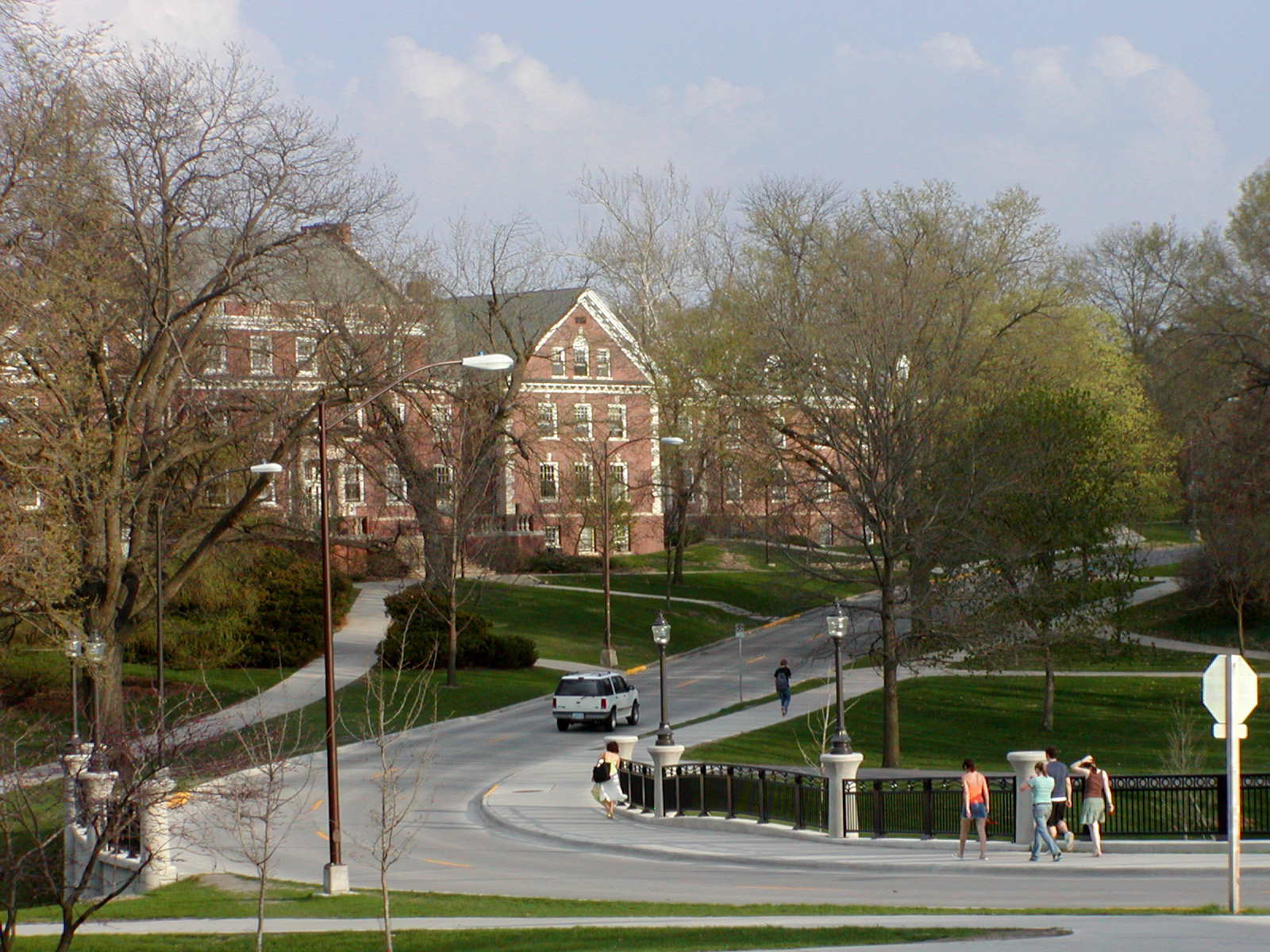
Roberts Residence Hall.

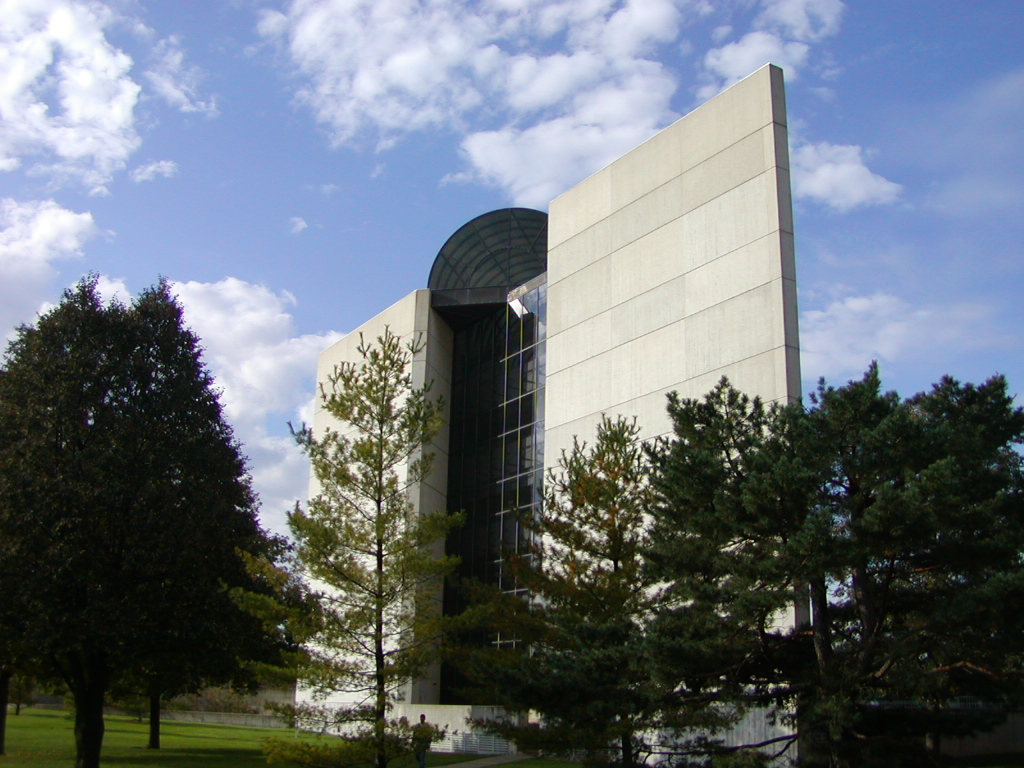
Edifício da Universidade.

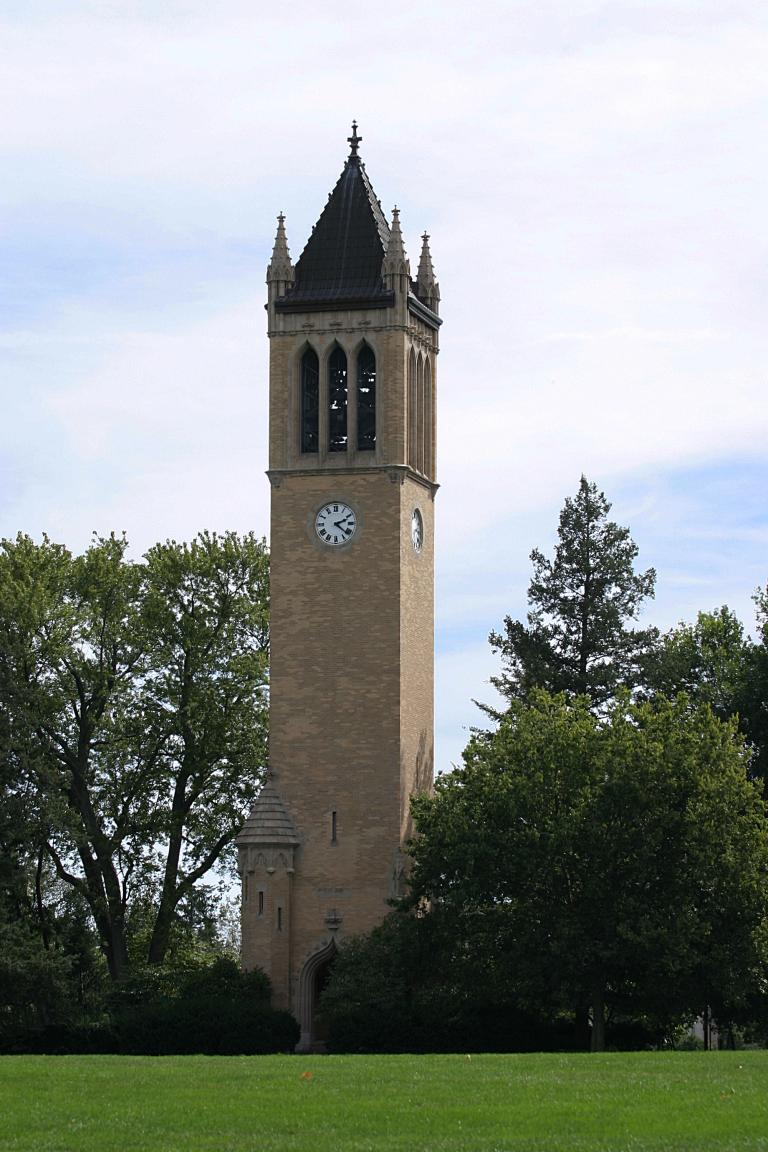
Campanário da ISU.

A Universidade Estadual de Iowa (em inglês, Iowa State University; ISU) é uma universidade pública estadounidense localizada em Ames, no estado de Iowa. Seu nome oficial é "Universidade Estadual de Ciência e Tecnologia de Iowa" (Iowa State University of Science and Technology). A instituição foi fundada em 1858 e atualmente possui ao redor de 35.000 estudantes. Em termos agrários, a ISU é uma das universidades mais importantes em Estados Unidos, sobretudo com o relacionado com o milho e a soja. Os representantes da ISU nas competições em desporto são os Iowa State Cyclones. Mais ainda, sua especialidade mais potente está na luta livre (wrestling).

## Estudantes e professores notáveis
- Clayton Anderson - Astronauta da NASA
- Henry A. Wallace - 33º vice-presidente dos Estados Unidos.